# S.W.A.T. – jednostka specjalna
S.W.A.T. – jednostka specjalna – amerykański serial telewizyjny (dramat kryminalny) wyprodukowany przez MiddKid Productions, Original Film, Perfect Storm Entertainment CBS Studios oraz Sony Pictures Television, który jest luźną adaptacją filmu S.W.A.T. Jednostka Specjalna oraz serialu S.W.A.T stacji ABC. Serial jest emitowany od 2 listopada 2017 przez CBS, a w Polsce od 7 listopada 2017 przez TVP1.

## Fabuła
Serial opowiada o pracy sierżanta Daniela „Hondo” Harrelsona, który został dowodzącym świetnie wyszkolonej jednostki taktyczniej. Jej zadaniem jest walka z przestępczością w Los Angeles, w mieście w którym się wychował.

## Obsada

### Główna
- Shemar Moore jako sierżant Daniel „Hondo” Harrelson[3]
- Stephanie Sigman jako Jessica Cortez[4]
- Alex Russell jako Jim Street[5]
- Jay Harrington jako David „Deacon” Kay[6]
- Lina Esco jako Christina „Chris” Alonso[7]
- Kenny Johnson jako Dominique Luca[7]
- Peter Onorati jako Jeff Mumford[8]
- David Lim jako Victor Tan

### Role drugoplanowe
- Peter Facinelli jako Michael Plank[9]
- Bre Blair jako Anny Kay[10]
- Lou Ferrigno Jr. jako Rocker

## Odcinki
| Sezon | Odcinki | Oryginalna emisja w CBS | Oryginalna emisja w CBS | Oryginalna emisja w AXN | Oryginalna emisja w AXN | Oryginalna emisja w AXN |
| Sezon | Odcinki | Premiera sezonu         | Finał sezonu            | Premiera sezonu         | Finał sezonu            |                         |
| ----- | ------- | ----------------------- | ----------------------- | ----------------------- | ----------------------- | ----------------------- |
| 1     | 22      | 2 listopada 2017        | 17 maja 2018            | 7 listopada 2017        | 29 sierpnia 2018        |                         |
| 2     | 23      | 27 września 2018        | 16 maja 2019            | 30 września 2019        | 9 grudnia 2019          |                         |
| 3     | 21      | 2 października 2019     | 20 maja 2020            | 15 czerwca 2020         | 14 września 2020        |                         |
| 4     | 18      | 11 listopada 2020       | 26 maja 2021            | 19 kwietnia 2021        | 23 sierpnia 2021        |                         |
| 5     | 22      | 1 października 2021     | 22 maja 2022            | 4 kwietnia 2022         | 22 sierpnia 2022        |                         |
| 6     | 22      | 7 października 2022     | 19 maja 2023            |                         |                         |                         |

## Sezon 1 (2017–2018)
| Nr | #  | Tytuł         | Reżyseria            | Scenariusz                       | Premiera w CBS    | Premiera w TVP1   |
| -- | -- | ------------- | -------------------- | -------------------------------- | ----------------- | ----------------- |
| 1  | 1  | Pilot         | Justin Lin           | Aaron Rahsaan Thomas, Shawn Ryan | 2 listopada 2017  | 7 listopada 2017  |
| 2  | 2  | Cuchillo      | Billy Gierhart       | Craig Gore                       | 9 listopada 2017  | 21 listopada 2017 |
| 3  | 3  | Pamilya       | Billy Gierhart       | Sam Humphrey                     | 16 listopada 2017 | 28 listopada 2017 |
| 4  | 4  | Radical       | Greg Beeman          | Kent Rotherham                   | 23 listopada 2017 | 12 grudnia 2017   |
| 5  | 5  | Imposters     | Guy Ferland          | VJ Boyd                          | 30 listopada 2017 | 19 grudnia 2017   |
| 6  | 6  | Octane        | Eagle Egilsson       | Michael Jones-Morales            | 7 grudnia 2017    | 2 stycznia 2018   |
| 7  | 7  | Homecoming    | John Showalter       | Alison Cross                     | 14 grudnia 2017   | 9 stycznia 2018   |
| 8  | 8  | Miracle       | Holly Dale           | A.C. Allen                       | 21 grudnia 2017   | 16 stycznia 2018  |
| 9  | 9  | Blindspots    | Billy Gierhart       | Michael Gemballa                 | 4 stycznia 2018   | 23 stycznia 2018  |
| 10 | 10 | Seizure       | Larry Teng           | Aaron Rahsaan Thomas             | 11 stycznia 2018  | 13 lutego 2018    |
| 11 | 11 | K-Town        | Omar Madha           | Craig Gore                       | 18 stycznia 2018  | 20 lutego 2018    |
| 12 | 12 | Contamination | Elodie Keene         | Robert Wittstadt                 | 1 lutego 2018     | 24 lipca 2018     |
| 13 | 13 | Fences        | Alex Graves          | Sam Humphrey                     | 1 marca 2018      | 25 lipca 2018     |
| 14 | 14 | Ghosts        | John Showalter       | Michael Jones-Morales            | 8 marca 2018      | 31 lipca 2018     |
| 15 | 15 | Crews         | Hanelle M. Culpepper | V.J. Boyd                        | 29 marca 2018     | 1 sierpnia 2018   |
| 16 | 16 | Payback       | Billy Gierhart       | Alison Cross                     | 5 kwietnia 2018   | 7 sierpnia 2018   |
| 17 | 17 | Armory        | Rob J. Greenlea      | Craig Gore                       | 12 kwietnia 2018  | 8 sierpnia 2018   |
| 18 | 18 | Patrol        | Norberto Barba       | A.C. Allen                       | 19 kwietnia 2018  | 14 sierpnia 2018  |
| 19 | 19 | Source        | Doug Aarniokoski     | Michael Gemballa                 | 26 kwietnia 2018  | 21 sierpnia 2018  |
| 20 | 20 | Vendetta      | Billy Gierhart       | Kent Rotherham                   | 3 maja 2018       | 22 sierpnia 2018  |
| 21 | 21 | Hunted        | Nina Lopez-Corrado   | Matthew T. Brown                 | 10 maja 2018      | 28 sierpnia 2018  |
| 22 | 22 | Hoax          | Billy Gierhart       | Aaaron Rahsaan Thomas            | 17 maja 2018      | 29 sierpnia 2018  |

## Sezon 2 (2018–2019)
| Nr | #  | Tytuł                  | Reżyseria          | Scenariusz                             | Premiera w CBS       | Premiera w AXN       |
| -- | -- | ---------------------- | ------------------ | -------------------------------------- | -------------------- | -------------------- |
| 23 | 1  | Shaky Town             | Billy Gierhart     | Michael Jones-Morales                  | 27 września 2018     | 30 września 2019     |
| 24 | 2  | Gasoline Drum          | John Showalter     | Aaron Rahsaan Thomas                   | 4 października 2018  | 30 września 2019     |
| 25 | 3  | Fire and Smoke         | Billy Gierhart     | Alison Cross                           | 11 października 2018 | 7 października 2019  |
| 26 | 4  | Saving Face            | Bill Roe           | A.C. Allen                             | 18 października 2018 | 7 października 2019  |
| 27 | 5  | S.O.S.                 | Larry Teng         | Andrew Dettmann                        | 25 października 2018 | 14 października 2019 |
| 28 | 6  | Never Again            | Marc Roskin        | Craig Gore                             | 1 listopada 2018     | 14 października 2019 |
| 29 | 7  | Inheritance            | Romeo Tirone       | Kent Rotherham                         | 8 listopada 2018     | 21 października 2019 |
| 30 | 8  | The Tiffany Experience | Guy Ferland        | VJ Boyd                                | 15 listopada 2018    | 21 października 2019 |
| 31 | 9  | Day Off                | Lexi Alexander     | Sarah Alderson                         | 29 listopada 2018    | 28 października 2019 |
| 32 | 10 | 1000 Joules            | David Rodriguez    | Craig Gore                             | 6 grudnia 2018       | 28 października 2019 |
| 33 | 11 | School                 | Billy Gierhart     | Robert Wittstadt                       | 3 stycznia 2019      | 4 listopada 2019     |
| 34 | 12 | Los Huesos             | Alex Kalymnios     | Michael Jones-Morales                  | 10 stycznia 2019     | 4 listopada 2019     |
| 35 | 13 | Encore                 | Rob Greenlea       | Munis Rashid                           | 31 stycznia 2019     | 11 listopada 2019    |
| 36 | 14 | The B-Team             | Maja Vrvilo        | VJ Boyd                                | 7 lutego 2019        | 11 listopada 2019    |
| 37 | 15 | Fallen                 | Guy Ferland        | Michael Gemballa                       | 14 lutego 2019       | 18 listopada 2019    |
| 38 | 16 | Pride                  | Nina Lopez-Corrado | Matthew T. Brown                       | 21 lutego 2019       | 18 listopada 2019    |
| 39 | 17 | Jack                   | Larry Teng         | Kent Rotherham                         | 7 marca 2019         | 25 listopada 2019    |
| 40 | 18 | Cash Flow              | Billy Gierhart     | Andrew Dettmann, Amelia Sims           | 4 kwietnia 2019      | 25 listopada 2019    |
| 41 | 19 | Invisible              | John Terlesky      | A.C. Allen                             | 18 kwietnia 2019     | 2 grudnia 2019       |
| 42 | 20 | Rocket Fuel            | Laura Belsey       | Craig Gore, Ryan Keleher               | 25 kwietnia 2019     | 2 grudnia 2019       |
| 43 | 21 | Day of Dread           | Alrick Riley       | Alison Cross                           | 2 maja 2019          | 9 grudnia 2019       |
| 44 | 22 | Trigger Creep          | Oz Scott           | Sarah Alderson, Munis Rashid           | 9 maja 2019          | 9 grudnia 2019       |
| 45 | 23 | Kangaroo               | Billy Gierhart     | Aaron Rahsaan Thomas, Michael Gemballa | 16 maja 2019         | 9 grudnia 2019       |

## Sezon 3 (2019–2020)
| Nr | #  | Tytuł             | Reżyseria             | Scenariusz                            | Premiera w CBS       | Premiera w AXN   |
| -- | -- | ----------------- | --------------------- | ------------------------------------- | -------------------- | ---------------- |
| 46 | 1  | Fire in the Sky   | Billy Gierhart        | Michael Jones-Morales                 | 2 października 2019  | 15 czerwca 2020  |
| 47 | 2  | Bad Faith         | Marc Roskin           | Kent Rotherham                        | 9 października 2019  | 15 czerwca 2020  |
| 48 | 3  | Funny Money       | Alrick Riley          | Alison Cross                          | 16 października 2019 | 22 czerwca 2020  |
| 49 | 4  | Immunity          | Jann Turner           | Michael Gemballa                      | 23 października 2019 | 22 czerwca 2020  |
| 50 | 5  | The LBC           | Lin Oeding            | Aaron Rahsaan Thomas                  | 30 października 2019 | 29 czerwca 2020  |
| 51 | 6  | Kingdom           | David Rodriguez       | Sarah Alderson                        | 6 listopada 2019     | 29 czerwca 2020  |
| 52 | 7  | Track             | Batan Silva           | Robert Wittstadt                      | 13 listopada 2019    | 6 lipca 2020     |
| 53 | 8  | Lion’s Den        | Billy Gierhart        | Munis Rashid                          | 20 listopada 2019    | 6 lipca 2020     |
| 54 | 9  | Sea Legs          | Greg Beeman           | Craig Gore                            | 27 listopada 2019    | 13 lipca 2020    |
| 55 | 10 | Monster           | Guy Ferland           | A.C. Allen                            | 11 grudnia 2019      | 13 lipca 2020    |
| 56 | 11 | Bad Cop           | Ben Hernandez Bray    | Andrew Dettmann                       | 15 stycznia 2020     | 20 lipca 2020    |
| 57 | 12 | Good Cop          | Guy Ferland           | Matthew T. Brown                      | 22 stycznia 2020     | 20 lipca 2020    |
| 58 | 13 | Ekitai Rashku     | Billy Gierhart        | Craig Gore                            | 29 stycznia 2020     | 27 lipca 2020    |
| 59 | 14 | Animus            | Hannelle M. Culpepper | Michael Jones-Morales, Sarah Alderson | 4 marca 2020         | 27 lipca 2020    |
| 60 | 15 | Knockout          | Billy Gierhart        | A.C. Allen, Kent Rotherham            | 11 marca 2020        | 3 sierpnia 2020  |
| 61 | 16 | Gunpowder Treason | Paul Bernard          | Amelia Sims                           | 18 marca 2020        | 10 sierpnia 2020 |
| 62 | 17 | Hotel L.A.        | Laura Belsey          | Alison Cross                          | 25 marca 2020        | 17 sierpnia 2020 |
| 63 | 18 | Stigma            | Billy Gierhart        | Ryan Keleher                          | 8 kwietnia 2020      | 24 sierpnia 2020 |
| 64 | 19 | Vice              | Oz Scott              | Michael Gemballa, Matthew T. Brown    | 22 kwietnia 2020     | 31 sierpnia 2020 |
| 65 | 20 | Wild Ones         | Cherie Dvorak         | Andrew Dettmann                       | 29 kwietnia 2020     | 7 września 2020  |
| 66 | 21 | Diablo            | Doug Aarniokoski      | Munis Rashid & Robert Wittstadt       | 20 maja 2020         | 14 września 2020 |

## Sezon 4 (2020–2021)
| Nr | # | Tytuł                 | Reżyseria           | Scenariusz                             | Premiera w CBS    | Premiera w AXN |
| -- | - | --------------------- | ------------------- | -------------------------------------- | ----------------- | -------------- |
| 67 | 1 | 3 Seventeen Year Olds | Billy Gierhart      | Aaron Rahsaan Thomas                   | 11 listopada 2020 |                |
| 68 | 2 | Stakeout              | Billy Gierhart      | Kent Rotherham                         | 11 listopada 2020 |                |
| 69 | 3 | The Black Hand Man    | Douglas Aarniokoski | Aaron Rahsaan Thomas, Matthew T. Brown | 18 listopada 2020 |                |
| 70 | 4 | Memento Mori          | Douglas Aarniokoski | VJ Boyd                                | 25 listopada 2020 |                |
| 71 | 5 | Fracture              |                     |                                        |                   |                |
| 72 | 6 | Hopeless Sinner       |                     |                                        |                   |                |

## Produkcja
4 lutego 2017 stacja CBS zamówiła pilotowy odcinek serialu.
W tym samym miesiącu poinformowano, że Stephanie Sigman otrzymała rolę Jessica’y Cortez.
W kolejnym miesiącu ogłoszono, że do obsady dołączyli: Stephanie Sigman jako Jessica Cortez, Lina Esco jako Christina „Chris” Alonso, Kenny Johnson jako Dominique Luca, Jay Harrington jako David „Deacon” Kay, Peter Onorati jako Jeff Mumford oraz Alex Russell jako Jim Street.
12 maja 2017 roku, stacja CBS zamówiła serial na sezon telewizyjny 2017/2018.
W październiku 2017 roku, poinformowano, że w serialu będzie powracał Peter Facinelli znany z serialu Supergirl
Na początku listopada 2017 roku, ogłoszono, że Bre Blair dołączyła do dramatu. W tym samym miesiącu stacja CBS zamówiła 7 odcinków, łącznie pierwszy sezon będzie liczył 20 odcinków
27 marca 2018 roku, stacja CBS przedłużyła serial o drugi sezon.
10 maja 2019 roku, stacja CBS zamówiła oficjalnie 3 sezonu serialu.
Na początku maja 2020 roku, stacja CBS potwierdziła produkcję czwartego sezonu.